# プローマン
プローマン (Puloman) とは、インド神話におけるアスラ神族ダーナヴァ族の神である。シャチーの父である。

## 神話
アスラ王のプローマンは、娘シャチーをインドラに凌辱された上に、シャチーがインドラを愛してしまったため、激怒してインドラに戦いを挑む。しかしプローマンは殺され、さらにアスラ族も天界から追放される。（あるいは、シャチーが神に奪われるように呪いをかけようとしたため、インドラに殺される。）
シャチーはインドラとの結婚後に別名インドラーニー（インドラーニとも。「インドラの妻」という意味）を名乗るが、結婚前の別名はパウローミー（パウロミーとも）またはプローマであった。